# Felix Mambimbi
Felix Mambimbi, né le 18 janvier 2001 à Fribourg en Suisse, est un footballeur suisse, qui évolue au poste d'ailier gauche au Havre AC.

## Biographie
Né le 18 janvier 2001 à Fribourg, Felix Mambimbi grandit dans le quartier du Schoenberg où il découvre le football en suivant les traces de Joaquim Adão qu’il considère comme un grand frère,. Toujours surclassé, il rejoint le centre de formation cantonal avant d’être repéré par le BSC Young Boys.

### En club

#### BSC Young Boys (2019-2022)
Âgé de 13 ans, Felix Mambimbi poursuit sa formation aux Young Boys de Berne. Il fait sa première apparition avec l'équipe première le 17 février 2019 en Super League contre le FC Zurich. Il entre en jeu ce jour-là à la place de Moumi Ngamaleu et son équipe s'impose sur le score de deux buts à zéro. Il devient Champion de Suisse lors de cette saison 2018-2019. 
En septembre 2019, YB signe son contrat professionnel de trois ans dans le club.
Mi-juin 2021, YB annonce sa prolongation de contrat jusqu'à l'été 2024 avec une année supplémentaire en option.
En août 2022, le club annonce son prêt jusqu'au terme de la saison (sans option d'achat) dans un club néerlandais.
Le club annonce son départ en septembre 2023, il reste néanmoins en Super League.

##### Prêt au SC Cambuur (2022-2023)
Le 31 août 2022, Felix Mambimbi est prêté pour une saison au SC Cambuur. Cependant, le championnat 2022-2023 est compliqué pour le joueur offensif, connaissant « plus de désillusions que de satisfactions » selon Pascal Dupasquier de La Liberté et passe une année aux Pays-Bas « sans réussir à s’imposer » selon Le Matin. Ne faisant plus partie des plans de son entraîneur, un retour en Suisse, chez le Grasshopper Club Zurich, est même envisagé lors de la période hivernale.

#### FC Saint-Gall (2023-2025)
De retour de prêt chez les Young Boys, il s'engage avec le FC Saint-Gall, dans le championnat suisse, pour une durée de deux saisons (jusqu'à l'été 2025),.
Il joue son premier match pour Saint-Gall le 23 septembre 2023, lors d'une rencontre de championnat face au Grasshopper Club Zurich. Il entre en jeu et les deux équipes se neutralisent (1-1 score final).
En juin 2025, le contrat du joueur n'est pas prolongé par le FC Saint-Gall et quitte le club à la fin de son contrat.

#### Le Havre AC (depuis 2025)
Le 11 juillet 2025, Le Havre AC annonce la signature de Mambimbi pour deux saisons. 

### En équipe nationale
Felix Mambimbi commence sa carrière internationale avec l'équipe de Suisse des moins de 15 ans, avec laquelle il joue cinq matchs entre 2015 et 2016.
Felix Mambimbi est sélectionné avec l'équipe de Suisse des moins de 17 ans pour participer au championnat d'Europe des moins de 17 ans en 2018, qui se déroule en Angleterre. Il joue trois matchs lors de ce tournoi, se distinguant en inscrivant un doublé contre Israël le 7 mai, permettant à son équipe de s'imposer (3-0) et en donnant la victoire à son équipe contre l'Angleterre le 10 mai (1-0). Malgré ces deux victoires, les Suisses terminent 3e de leur groupe et n'accèdent donc pas au tour suivant.
Il joue son premier match avec l'équipe de Suisse espoirs le 9 octobre 2020, en entrant en jeu lors d'une victoire face à la Géorgie (0-3 score final). Avec cette sélection il participe au championnat d'Europe espoirs en 2021. Il joue trois matchs dont un comme titulaire lors de cette compétition. 

## Statistiques
| Saison                | Club                  | Championnat           | Championnat | Championnat | Championnat | Coupe(s) nationale(s) | Coupe(s) nationale(s) | Coupe(s) nationale(s) | Compétition(s) continentale(s) | Compétition(s) continentale(s) | Compétition(s) continentale(s) | Compétition(s) continentale(s) | Total | Total | Total |
| Saison                | Club                  | Division              | M.          | B.          | P.d.        | M.                    | B.                    | P.d.                  | Comp.                          | M.                             | B.                             | P.d.                           | M.    | B.    | P.d.  |
| 2018-2019             | BSC Young Boys        | Super League          | 2           | 0           | 0           | -                     | -                     | -                     | -                              | -                              | -                              | -                              | 2     | 0     | 0     |
| 2019-2020             | BSC Young Boys        | Super League          | 17          | 1           | 2           | 3                     | 1                     | 1                     | C3                             | 2                              | 0                              | 0                              | 22    | 2     | 3     |
| 2020-2021             | BSC Young Boys        | Super League          | 31          | 6           | 3           | 1                     | 0                     | 0                     | C1+C3                          | 1+10                           | 0+2                            | 0+0                            | 43    | 8     | 3     |
| 2021-2022             | BSC Young Boys        | Super League          | 25          | 3           | 6           | 3                     | 0                     | 2                     | C1                             | 8                              | 1                              | 0                              | 36    | 4     | 8     |
| 2022-2023             | BSC Young Boys        | Super League          | -           | -           | -           | -                     | -                     | -                     | C4                             | 3                              | 0                              | 0                              | 3     | 0     | 0     |
| Sous-total            | Sous-total            | Sous-total            | 75          | 10          | 11          | 7                     | 1                     | 3                     | -                              | 24                             | 3                              | 0                              | 106   | 14    | 14    |
| 2022-2023             | SC Cambuur (prêt)     | Eredivisie            | 8           | 0           | 1           | 1                     | 0                     | 1                     | -                              | -                              | -                              | -                              | 9     | 0     | 2     |
| 2023-2024             | FC Saint-Gall         | Super League          | 12          | 0           | 0           | -                     | -                     | -                     | -                              | -                              | -                              | -                              | 12    | 0     | 0     |
| 2024-2025             | FC Saint-Gall         | Super League          | 28          | 3           | 5           | 2                     | 0                     | 0                     | C4                             | 8                              | 2                              | 1                              | 38    | 5     | 6     |
| Sous-total            | Sous-total            | Sous-total            | 40          | 3           | 5           | 2                     | 0                     | 0                     | -                              | 8                              | 2                              | 1                              | 50    | 5     | 6     |
| 2025-2026             | Le Havre AC           | Ligue 1               | -           | -           | -           | -                     | -                     | -                     | -                              | -                              | -                              | -                              | 0     | 0     | 0     |
| Total sur la carrière | Total sur la carrière | Total sur la carrière | 123         | 13          | 17          | 10                    | 1                     | 4                     | -                              | 32                             | 5                              | 1                              | 165   | 19    | 22    |

## Palmarès

### En club
BSC Young Boys
- Champion de Suisse (3)
  - 2018-2019, 2019-2020 et 2020-2021.
- Coupe de Suisse (1)
  - 2019-2020